# Championnat du Cambodge de football 2024-2025
Navigation
Cambodian Premier League 2023-2024 Cambodian Premier League 2025-2026
La saison 2024-2025 de Cambodian Premier League est la 40e édition du Championnat du Cambodge de football qui se déroule du 10 août 2024 au 18 mai 2025. 
Le Preah Khan Reach FC est le tenant du titre après avoir remporté pour la 3e fois la compétition alors que le Life FC et le MOI Kompong Dewa FC, rejoignent ce niveau de la compétition.

## Réglement
La Cambodian Premier League est composé de onze clubs qui s'affrontent tous lors de confrontations aller et retour dans un premier temps. Les six premiers s'affrontent à nouveau à deux reprise entre eux ainsi que les cinq derniers. Le champion est l'équipe qui obtient le plus grand nombre de points après les 30 journées de championnat. À la fin de la compétition, le champion et le vainqueur de la Hun Sen Cup se qualifient pour la Challenge League 2025-2026. Le champion représentera également son pays lors du Championnat ASEAN 2025-2026. A la suite de l'annulation de la Cambodian League 2 pour cette saison et celles à venir, il n'y aura pas de promotion/relégation à l'issue du championnat.
Le classement est calculé avec le barème de points suivant : une victoire vaut trois points, le match nul un. La défaite ne rapporte aucun point.
À égalité de points, les critères de départage sont les suivants :
1. Plus grande différence de buts lors des confrontations directes.
2. Plus grande différence de buts ;
3. Plus grand nombre de buts marqués ;
4. Classement du fairplay.

## Participants
L'édition 2024-2025 est la 1re édition à onze équipes, les deux promus de Cambodian League 2 sont le Life FC et le MOI Kompong Dewa FC. Ces deux clubs remplacent le Prey Veng FC dissous à l'issue de la saison dernière et emmène le nombre de club en PL à 11 clubs.
| Club                         | Ville         | Classement 2023-2024 | Stade                         | Capacité |
| ---------------------------- | ------------- | -------------------- | ----------------------------- | -------- |
| Preah Khan Reach FC          | Svay Rieng    | 1er                  | Stade Svay Rieng              | 4 000    |
| Phnom Penh Crown             | Phnom Penh    | 2e                   | Stade RSN                     | 5 010    |
| Visakha FC                   | Phnom Penh    | 3e                   | Stade du Prince               | 10 000   |
| Boeung Ket FC                | Phnom Penh    | 4e                   | Stade olympique de Phnom Penh | 35 000   |
| National Defense Ministry FC | Phnom Penh    | 5e                   | Stade Lambert                 | 10 000   |
| ISI Dangkor Senchey          | Phnom Penh    | 6e                   | Stade AIA KMH PARK            | 3 000    |
| Nagaworld FC                 | Kampong Spoe  | 7e                   | Stade Kampong Spoe            | 3 000    |
| Kirivong Sok Sen Chey        | Takeo         | 9e                   | Stade Kirivong Sok Sen Chey   | 1 000    |
| Angkor Tiger FC              | Siem Reap     | 10e                  | Stade Akihiro Kato            | 2 000    |
| Life FC                      | Sihanoukville | 1er                  | Stade Life                    | 3 000    |
| MOI Kompong Dewa FC          | Phnom Penh    | 2e                   | Stade AIA KMH PARK            | 3 000    |

Légende des couleurs
- Phase de groupe de la Challenge League 2024-2025 et Phase de groupe du Championnat ASEAN 2024-2025
- Promu de la Cambodian League 2 2023-2024

| \| Angkor Tiger FC Preah Khan Reach FC Nagaworld FC Kirivong Sok Sen Chey Phnom Penh MOI Kompong Dewa FC Life FC Phnom Penh Boeung Ket FC Phnom Penh Crown National Defense Ministry FC Visakha FC ISI Dangkor Senchey \| Localisation des clubs engagés dans le championnat. |
| Angkor Tiger FC Preah Khan Reach FC Nagaworld FC Kirivong Sok Sen Chey Phnom Penh MOI Kompong Dewa FC Life FC Phnom Penh Boeung Ket FC Phnom Penh Crown National Defense Ministry FC Visakha FC ISI Dangkor Senchey                                                           |

## Compétition

### Première Phase
| Rang | Équipe                       | Pts | J  | G  | N | P  | Bp | Bc | Diff |
| ---- | ---------------------------- | --- | -- | -- | - | -- | -- | -- | ---- |
| 1    | Preah Khan Reach FC T        | 52  | 20 | 17 | 1 | 2  | 66 | 14 | +52  |
| 2    | Phnom Penh Crown             | 51  | 20 | 16 | 3 | 1  | 66 | 22 | +44  |
| 3    | Visakha FC                   | 44  | 20 | 14 | 2 | 4  | 51 | 20 | +31  |
| 4    | Angkor Tiger FC              | 37  | 20 | 11 | 4 | 5  | 40 | 23 | +17  |
| 5    | Nagaworld FC                 | 36  | 20 | 11 | 3 | 6  | 35 | 28 | +7   |
| 6    | Boeung Ket FC                | 30  | 20 | 9  | 3 | 8  | 51 | 31 | +20  |
| 7    | ISI Dangkor Senchey          | 24  | 20 | 7  | 3 | 10 | 31 | 45 | -14  |
| 8    | National Defense Ministry FC | 19  | 20 | 5  | 4 | 11 | 31 | 46 | -15  |
| 9    | Life FC P                    | 10  | 20 | 2  | 4 | 14 | 17 | 53 | -36  |
| 10   | Kirivong Sok Sen Chey        | 6   | 20 | 1  | 3 | 16 | 17 | 68 | -51  |
| 11   | MOI Kompong Dewa FC P        | 5   | 20 | 1  | 2 | 17 | 17 | 72 | -55  |

| Légende : Qualifications et relégations | Légende : Qualifications et relégations              |
| --------------------------------------- | ---------------------------------------------------- |
|                                         | Qualification pour la phase finale                   |
|                                         | T : Tenant du titre P : Promus de Cambodian League 2 |

### Deuxième phase
| Rang | Équipe                | Pts | J  | G  | N | P  | Bp | Bc | Diff |
| ---- | --------------------- | --- | -- | -- | - | -- | -- | -- | ---- |
| 1    | Preah Khan Reach FC T | 76  | 30 | 25 | 1 | 4  | 91 | 25 | +66  |
| 2    | Phnom Penh Crown C    | 72  | 30 | 23 | 3 | 4  | 92 | 37 | +55  |
| 3    | Visakha FC            | 65  | 30 | 21 | 2 | 7  | 67 | 32 | +35  |
| 4    | Boeung Ket FC         | 43  | 30 | 13 | 4 | 13 | 66 | 48 | +18  |
| 5    | Nagaworld FC          | 43  | 30 | 13 | 4 | 13 | 41 | 44 | -3   |
| 6    | Angkor Tiger FC       | 40  | 30 | 12 | 4 | 14 | 53 | 53 | 0    |

| Légende : Qualifications et relégations | Légende : Qualifications et relégations                                                         |
| --------------------------------------- | ----------------------------------------------------------------------------------------------- |
|                                         | Phase de groupe de la Challenge League 2025-2026 Phase de groupe du Championnat ASEAN 2025-2026 |
|                                         | Tour préliminaire de la Challenge League 2025-2026                                              |
|                                         | T : Tenant du titre C : Vainqueur de la Hun Sen Cup 2024-2025                                   |

| Rang | Équipe                       | Pts | J  | G  | N | P  | Bp | Bc | Diff |
| ---- | ---------------------------- | --- | -- | -- | - | -- | -- | -- | ---- |
| 7    | ISI Dangkor Senchey          | 42  | 28 | 13 | 3 | 12 | 47 | 51 | -4   |
| 8    | National Defense Ministry FC | 37  | 28 | 11 | 4 | 13 | 44 | 54 | -10  |
| 9    | Kirivong Sok Sen Chey        | 19  | 28 | 5  | 4 | 19 | 31 | 80 | -49  |
| 10   | Life FC P                    | 17  | 28 | 4  | 5 | 19 | 26 | 68 | -42  |
| 11   | MOI Kompong Dewa FC P        | 8   | 28 | 2  | 2 | 24 | 25 | 91 | -66  |

| Légende : Qualifications et relégations | Légende : Qualifications et relégations |
| --------------------------------------- | --------------------------------------- |
|                                         | P : Promus de Cambodian League 2        |

## Bilan de la saison
| Championnat du Cambodge de football 2024-2025 |                                      |
| Champion                                      | Preah Khan Reach FC (4e titre)       |
| Coupes et trophées                            |                                      |
| Vainqueur de la Coupe du Cambodge 2024-2025   | Phnom Penh Crown                     |
| Qualifications continentales                  |                                      |
| Challenge League                              | Preah Khan Reach FC                  |
| Challenge League                              | Phnom Penh Crown (Tour préliminaire) |
| Championnat ASEAN                             | Preah Khan Reach FC                  |